# Kwiatownik niebieskouchy
Kwiatownik niebieskouchy (Aethopyga linaraborae) – gatunek małego ptaka z rodziny nektarników (Nectariniidae). Występuje endemicznie na Filipinach – we wschodniej części wyspy Mindanao. Jego naturalnym środowiskiem są subtropikalne i tropikalne wilgotne lasy górskie.
Systematyka
Został odkryty i naukowo opisany w 1997 roku; holotyp pochodził z okolic góry Pasian na Mindanao. Monotypowy. Tworzy nadgatunek z kwiatownikiem żółtorzytnym (A. boltoni).
Morfologia
Długość ciała wynosi około 10,8 cm u samca i 10,2 cm u samicy, zaś masa ciała 5,7–8,7 g u samca i 6–7 g u samicy.
Ekologia
Środowiskiem kwiatowników niebieskouchych są omszone lasy na wysokości około 975–1980 m n.p.m. Ptaki tego gatunku przebywają na wysokości 5–8 m nad ziemią. Nie są znane żadne informacje dotyczące głosu, pożywienia czy rozrodu. Stwierdzono powiększenie gonad w maju.
Status
IUCN uznaje kwiatownika niebieskouchego za gatunek bliski zagrożenia (NT, Near Threatened) nieprzerwanie od 2000 roku. Trend liczebności populacji uznawany jest za stabilny.